# Arcidiocesi di Vienne

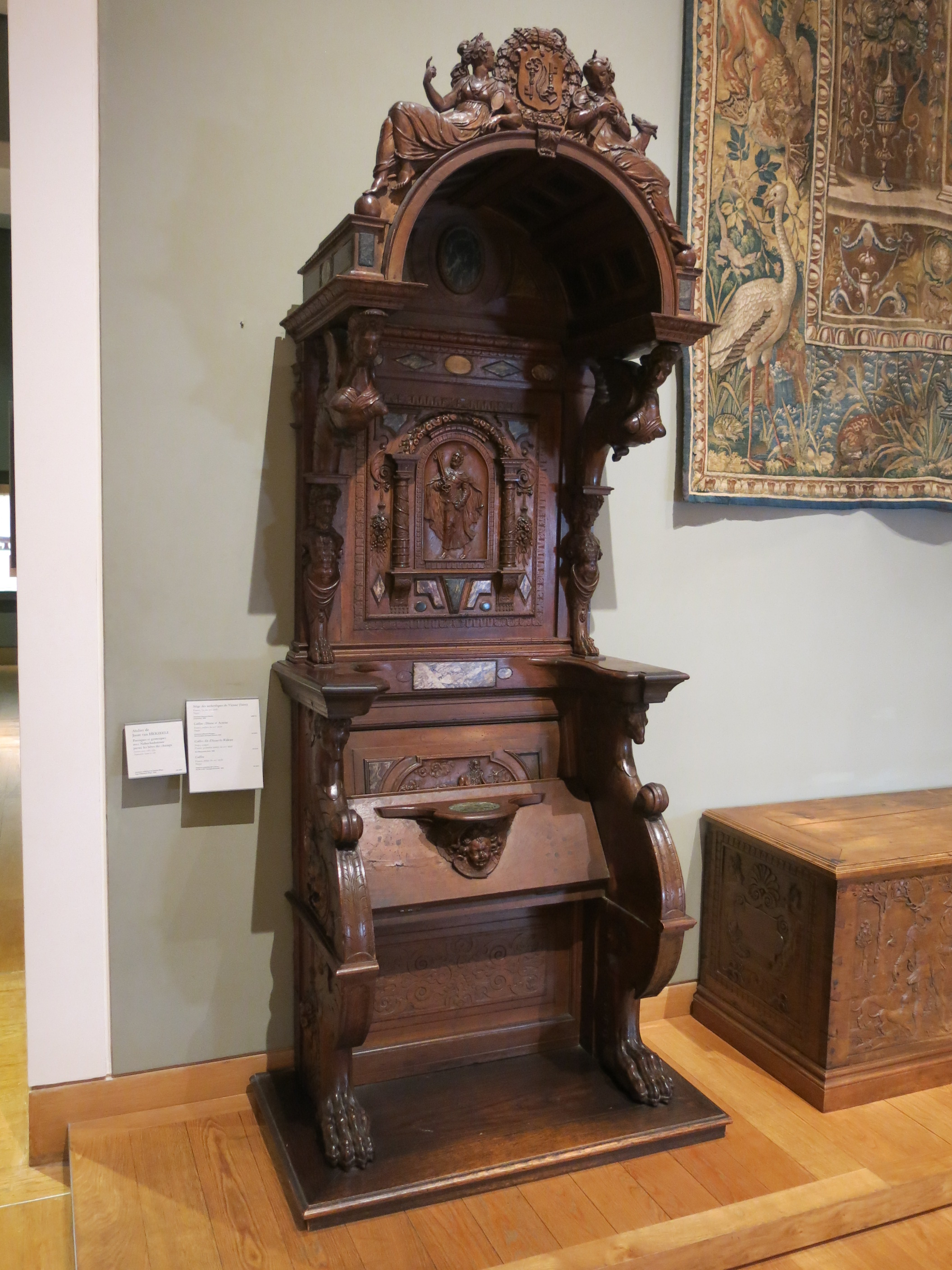
Antica cattedra cinquecentesca degli arcivescovi di Vienne, attualmente esposta presso il Museo del Louvre a Parigi.

L'arcidiocesi di Vienne (in latino Archidioecesis Viennensis Allobrogorum) è una sede soppressa della Chiesa cattolica.

## Territorio
Sede arcivescovile era la città di Vienne, nel Delfinato (attuale dipartimento dell'Isère), dove fungeva da cattedrale la chiesa di San Maurizio.
Nel 1714 e nel 1745 l'arcidiocesi era suddivisa in 430 parrocchie.
Nel Settecento la provincia ecclesiastica di Vienne comprendeva le seguenti diocesi suffraganee: Die, Ginevra, Grenoble, Maurienne, Valence e Viviers.

## Storia
La diocesi di Vienne fu eretta secondo la tradizione nel I o nel II secolo e primo vescovo sarebbe stato san Crescente, discepolo di san Paolo, menzionato nella seconda lettera a Timoteo (4,10). Tuttavia il primo vescovo noto da fonti storiche sicure è Vero, che presenziò al concilio di Arles del 314; la diocesi potrebbe risalire al massimo al III secolo.
Benché fosse capitale della provincia romana della Gallia Viennense, Vienne era in origine suffraganea dell'arcidiocesi di Arles, città che per la sua importanza ed il suo ruolo politico (nel 407 divenne sede della prefettura del pretorio delle Gallie) acquisì una certa autorità non solo nella provincia ma nell'intera Gallia. Questa autorità fu tuttavia contestata dai vescovi di Vienne, che rivendicavano il titolo metropolitano in quanto antica capitale. Il 5 maggio 450 papa Leone Magno sancì la definitiva suddivisione della Gallia Viennense in due province ecclesiastiche, assegnando a Vienne le diocesi di Valence, Grenoble e Ginevra, mentre le altre restavano soggette alla sede metropolitana di Arles. Alle suddette tre diocesi, il papa aggiunse anche la diocesi di Tarantasia, che dal punto di vista civile faceva parte della provincia delle Alpi Graie e Pennine. Solo con papa Callisto II la provincia ecclesiastica acquisì quella fisionomia che mantenne fino alla rivoluzione francese.
Il vescovo Orso, nel 794, dovette sostenere e difendere nel concilio di Francoforte le prerogative e i diritti della propria chiesa contro le rivendicazioni e le prevaricazioni del metropolita di Arles.
L'antica cattedrale di Vienne, dedicata a san Maurizio, fu ricostruita dal vescovo Léger tra il 1030 e il 1070 e nelle forme attuali nel secolo successivo; fu consacrata da papa Innocenzo IV il 20 aprile 1251. Nella cattedrale fu incoronato papa l'arcivescovo Guy de Bourgogne, eletto il 9 febbraio 1199 con il nome di Callisto II. L'anno successivo Callisto II confermò il primato degli arcivescovi di Vienne su quelli di Auch, Bordeaux, Bourges, Embrun, Narbona e Tarantasia.
Da ottobre 1311 a maggio 1312 nella cattedrale di Vienne si svolse uno dei concili medievali della Chiesa cattolica, in cui fu decisa la soppressione dell'ordine dei Cavalieri templari.
Nel 1678 l'arcivescovo Henri de Villars pubblicò un Breviario per l'arcidiocesi, in cui ebbe cura di sopprimere tutte le antifone e i responsori che non fossero prese testualmente dalla Bibbia e rivedendo in senso critico la vita dei santi che si leggeva nel II notturno.
L'arcidiocesi fu soppressa in seguito al Concordato del 1801 con la bolla Qui Christi Domini di papa Pio VII del 29 novembre 1801 e il suo territorio fu accorpato a quello delle diocesi di Grenoble e Valence.
Nel giugno 1817 fra Santa Sede e governo francese fu stipulato un nuovo concordato, cui fece seguito il 27 luglio la bolla Commissa divinitus, con la quale il papa restaurava la sede metropolitana di Vienne. Il 1º ottobre successivo fu nominato nuovo arcivescovo Etienne-Marie de Boulogne, vescovo di Troyes. Tuttavia, poiché il concordato non entrò in vigore in quanto non ratificato dal Parlamento di Parigi, sia l'erezione che la nomina non ebbero effetto.
Il 15 dicembre 2006 la diocesi di Grenoble ha modificato il proprio nome in diocesi di Grenoble-Vienne.

## Cronotassi degli arcivescovi
Il più antico catalogo dei vescovi di Vienne è contenuto nella Cronaca di Adone, arcivescovo di Vienne nella seconda metà del IX secolo, ritenuto affidabile, perché utilizza un catalogo preesistente e perché su 48 vescovi ivi menzionati (Adone compreso), 29 sono documentati anche da fonti indipendenti dalla Cronaca e nello stesso ordine. Al tempo del vescovo Léger (XI secolo), autore di un Liber episcopalis Viennensis ecclesiae, esistevano due serie episcopali, una che considerava Léger il 56º vescovo di Vienne, e l'altra il 61º: i cinque vescovi interpolati sono dovuti a dei falsi privilegi, all'epoca ritenuti autentici. In entrambe le liste i primi quaranta vescovi, fino a Austreberto (prima metà dell'VIII secolo), sono considerati tutti santi.
- San Crescente †
- San Zaccaria †
- San Martino †
- San Vero I † (menzionato nel 314)
- San Giusto †
- San Dionigi †
- San Paracodes †
- San Fiorenzo † (menzionato nel 374)
- San Lupicino †
- San Simplicio † (menzionato nel 400 circa)
- San Pascasio †
- San Claudio † (prima del 441 - dopo il 442)
- San Nettario †
- San Nicezio † (menzionato nel 449)
- San Mamerto † (prima del 463 - dopo il 474 circa)
- Sant'Esichio I †[10]
- Sant'Avito † (prima del 494 - dopo il 15 settembre 517)[11]
- San Giuliano † (circa 518/523 - dopo il 533)
- San Donnino †
- San Pantagato † (menzionato nel 538)
- Sant'Esichio II † (prima del 549 - dopo il 552)
- San Namazio † (? - 559 deceduto)
- San Filippo † (prima del 570 - dopo il 573)
- Sant'Evanzio † (prima del 581 - dopo il 584)
- San Vero II † (586 - ?)[12]
- San Desiderio † (prima del 596 - 602 o 603 deposto)
- San Donnolo † (602 o 603 - dopo il 614)
- Sant'Eterio †[13]
- San Clarenzio †
- San Sindolfo (o Landoleno) † (prima del 627 circa - dopo il 650)[14]
- Sant'Editto o Ecdico †
- San Caldeoldo (o Caoaldo) † (prima del 654 - dopo il 664)
- San Dodoleno †
- San Bobolino †
- San Giorgio †
- San Deodato †
- San Blidranno † (prima del 677/678 - dopo il 683)
- Sant'Eoaldo o Eoldo o Eocaldo † (menzionato nel 726)
- San Bobolino II (o Eobolino) †
- Sant'Austreberto †
- San Vilicario † (circa 731/741[15] - prima del 762[16] dimesso)
  - Sede vacante
- Berterico † (767 - ?)
- Procolo †
- Orso † (menzionato nel 794)
- Volferio † (circa 798 o 799 - 15 aprile circa 810 deceduto)
- San Bernardo † (circa 810 - 23 gennaio 842 deceduto)[17]
- Agilmaro o Aglimaro † (prima del 30 dicembre 842 - 16 luglio 859 deceduto)
- Sant'Adone † (prima del 22 ottobre 860 - 16 dicembre 875 deceduto)
- Otranno † (prima di giugno 876 - 16 settembre 884 o 885 deceduto)
- Bernoino † (prima del 18 maggio 886 o 887 - 16 gennaio 899 deceduto)
- Ragenfredo † (28 gennaio 899 consacrato - 30 aprile 907 deceduto)
- Alessandro I † (prima di maggio 908 - 17 dicembre 926 o 927 deceduto)
- Sobbone † (prima del 25 dicembre 927 - circa marzo 549 o 950 deceduto)
- San Teobaldo I † (prima del 970 - circa 1000 deceduto)
- Beato Burchard † (prima del 1011 - 20 agosto 1029 o 1030 deceduto)
- Léger † (1030 - 12 giugno 1070 deceduto)
- Armand † (1070 - 1076 deposto)
- Warmond † (1077 - 1081 deceduto)
- Gontard † (1082 - 1084 nominato vescovo di Valence)
- Guy de Bourgogne † (prima del 1090 - 9 febbraio 1119 eletto papa con il nome di Callisto II)
- Pierre I † (prima del 1121 - dopo il 1125)
- Etienne I † (prima del 1129 - circa 1145 dimesso)
- Humbert d'Albon † (1146 - 20 novembre 1147 deceduto)
- Hugues I † (circa 1148 - 1155 dimesso)
- Etienne II † (prima dell'11 febbraio 1155 - 26 febbraio 1163 deceduto)
- Guillaume de Clermont † (1163 - dopo il 1166)
- Robert de La Tour du Pin † (prima del 1173 - 17 giugno 1195 deceduto)
- Aynard de Moirans † (1195 - circa 1205 deceduto)
- Humbert II † (prima di febbraio 1206 - 19 novembre 1215 deceduto)
- Bournon † (1216 - 1218 dimesso)
- Jean de Bernin † (1218 - 17 aprile 1266 deceduto)
- Guy d'Auvergne de Clermont † (19 settembre 1267 - febbraio 1278 deceduto)
- Guillaume de Livron (o de Valence) † (13 febbraio 1283 - circa 1305 deceduto)
- Briand de Lavieu (Lagnieu) † (6 luglio 1306 - 1317 deceduto)
- Simon d'Archiac † (3 settembre 1319 - 21 dicembre 1320 dimesso, nominato amministratore apostolico)
  - Simon d'Archiac † (21 dicembre 1320 - 27 febbraio 1321 dimesso) (amministratore apostolico)
- Guillaume de Laudun, O.P. † (27 febbraio 1321 - 19 dicembre 1327 nominato arcivescovo di Tolosa)
- Bertrand de La Chapelle † (19 dicembre 1327 - 1352 deceduto)
- Pierre Bertrand, O.S.B. † (3 ottobre 1352 - 1362 dimesso)
- Pierre Amiehl de Brénac, O.S.B. † (27 aprile 1362 - 9 gennaio 1363 nominato arcivescovo di Napoli)
  - Louis de Villars † (9 gennaio 1363 - 3 settembre 1377 deceduto) (amministratore apostolico)
- Humbert de Montchal † (16 dicembre 1377 - 13 agosto 1395 deceduto)
- Thibaud de Rougemont † (20 agosto 1395 - 20 febbraio 1405 nominato arcivescovo di Besançon)
- Jean de Nanton † (20 febbraio 1405 - 26 giugno 1423 nominato arcivescovo di Parigi)
- Jean de Norry † (26 giugno 1423 - 11 febbraio 1439 nominato arcivescovo di Besançon)
- Geoffroy Vassal † (16 marzo 1439 - 20 aprile 1444 nominato arcivescovo di Lione)
- Jean Gérard de Poitiers † (26 giugno 1447 - circa 1452 dimesso)
- Jean du Chastel † (28 gennaio 1452 - 21 novembre 1453 nominato amministratore apostolico di Nîmes)
- Antoine de Poisieu (Poisieux) † (21 novembre 1453 - 1473 dimesso)
- Guy de Poisieu (Poisieux) † (28 aprile 1473 - 27 ottobre 1480 deceduto)
- Astorge Aimery † (11 dicembre 1480 - 1482 deceduto)
- Angelo Catone de Supino † (24 luglio 1482 - 1495 deceduto)
- Antoine de Clermont † (1495 - 1497)
  - Federico Sanseverino † (1º luglio 1497 - 26 gennaio 1515 dimesso) (amministratore apostolico)
- Alessandro Sanseverino † (26 gennaio 1515 - 1527 dimesso)
  - Scaramuccia Trivulzio † (18 marzo 1527 - 3 agosto 1527 deceduto) (amministratore apostolico)
- Pierre Palmier (Paumier) † (7 febbraio 1528 - 1554 deceduto)
  - Sede vacante (1554-1557)
- Charles de Marillac † (24 marzo 1557 - 2 dicembre 1560 deceduto)
- Jean de La Brosse † (31 gennaio 1561 - 1569 dimesso)
- Vespasiano Gribaldi † (24 gennaio 1569 - 1575 dimesso)
- Pierre de Villars † (9 maggio 1575 - 1587 dimesso)
  - Sede vacante (1587-1591)
- Pierre II de Villars † (26 aprile 1591 - 1598 dimesso)
- Jérôme de Villars † (3 aprile 1598 - 18 gennaio 1626 deceduto)
- Pierre III de Villars † (18 gennaio 1626 succeduto - 25 maggio 1662 deceduto)
- Henri de Villars † (25 maggio 1662 succeduto - 27 dicembre 1693 deceduto)
- Armand de Montmorin de San-Hérem † (19 luglio 1694 - 6 ottobre 1713 deceduto)
- François de Bertons de Crillon † (17 settembre 1714 - 30 ottobre 1720 deceduto)
- Henri-Osvald de la Tour d'Auvergne de Bouillon † (23 marzo 1722 - 3 luglio 1745 dimesso)
- Christophe de Beaumont du Repaire † (23 agosto 1745 - 19 settembre 1746 nominato arcivescovo di Parigi)
- Jean d'Yse de Saléon † (19 dicembre 1746 - 10 febbraio 1751 deceduto)
- Guillaume d'Hugues † (19 luglio 1751 - 7 gennaio 1774 deceduto)
- Jean-Georges Lefranc de Pompignan † (9 maggio 1774 - 14 dicembre 1789 dimesso)
- Charles François d'Aviau du Bois-de-Sanzay † (14 dicembre 1789 - 26 settembre 1801 dimesso)[18]